# XM736 (203mm砲弾)
XM736は、アメリカ軍が開発していた化学兵器砲弾。VXガスを発生させるバイナリー兵器であり、203mm榴弾砲 (8インチ砲) 向けの砲弾であった 。
砲弾内部にはXM27とXM28の2種の前駆物質が入れられており、砲弾の発射により、それらが混ざり、VXが生成される。初期の飛翔試験では、特に問題は見られなかったが、理論上、砲弾内部の液体のVX剤の挙動により、飛翔が不安定になる可能性があり、1982年に試験が中断された。その後も同様のVX剤のバイナリ兵器として、BLU-80/B航空爆弾の開発は継続されている。

## 参照
1. ↑  Adams, Robert W. "CHEMICAL WARFARE IN FUTURE MILITARY OPERATIONS", Command and Staff College, United States Navy, via Globalsecurity.org, April 6, 1984, accessed January 3, 2009.
2. 1 2   Old Chemical Weapons and Related Materiel Reference Guide. Bulletpicker, LLC. (2018-05). pp. 358-360 2020年10月17日閲覧。.
3. ↑  D'Amico,William P. , Jr. "Comments on the Flight Stability of the XM736 8-Inch Binary Projectile", (Abstract/Citation), October 1982, accessed January 3, 2009.